# وليم ليندسي غريشام
وليم ليندسي غريشام (بالإنجليزية: William Lindsay Gresham)‏ (20 أغسطس 1909، بالتيمور في الولايات المتحدة - 14 سبتمبر 1962، مانهاتن في الولايات المتحدة)؛ روائي أمريكي.

## روابط خارجية
- وليم ليندسي غريشام على موقع IMDb (الإنجليزية)
- وليم ليندسي غريشام على موقع قاعدة بيانات الفيلم (الإنجليزية)